# Route du Karakorum
Pour les articles homonymes, voir KKH.

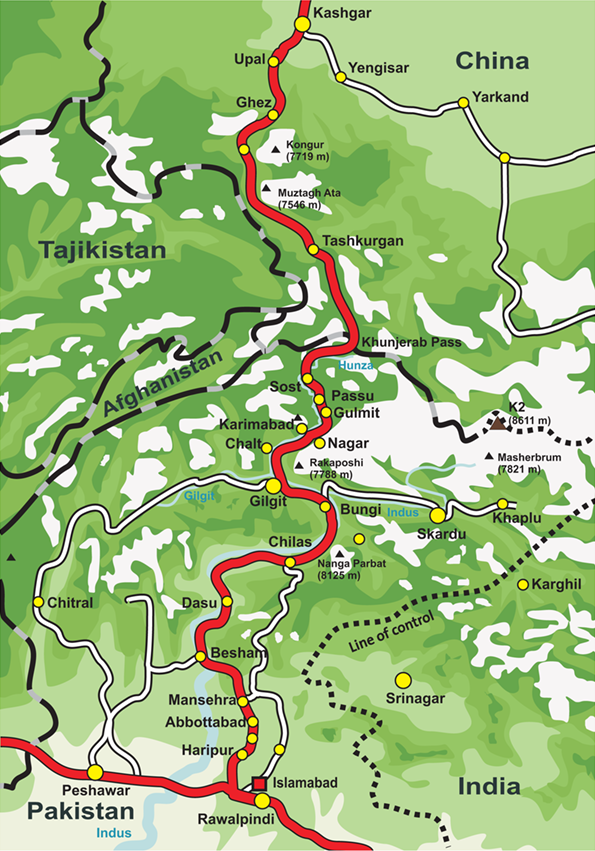
Parcours de la Route du Karakorum

La route du Karakorum (ou Karakoram Highway, abrégée KKH) est une route stratégique construite par les armées pakistanaise et chinoise de 1966 à 1978 à travers le massif montagneux du Karakoram (ou Karakorum). Elle relie la Chine au Pakistan, en franchissant des cols jusqu’à 4 693 mètres d’altitude au col de Khunjerab.
Elle relie le Turkestan chinois (Xinjiang) au nord du Pakistan, et, au-delà, le port pakistanais de Gwadar aux régions enclavées de l’ouest chinois. C’est également une attraction touristique importante, depuis son ouverture au public, en 1986.

## Histoire

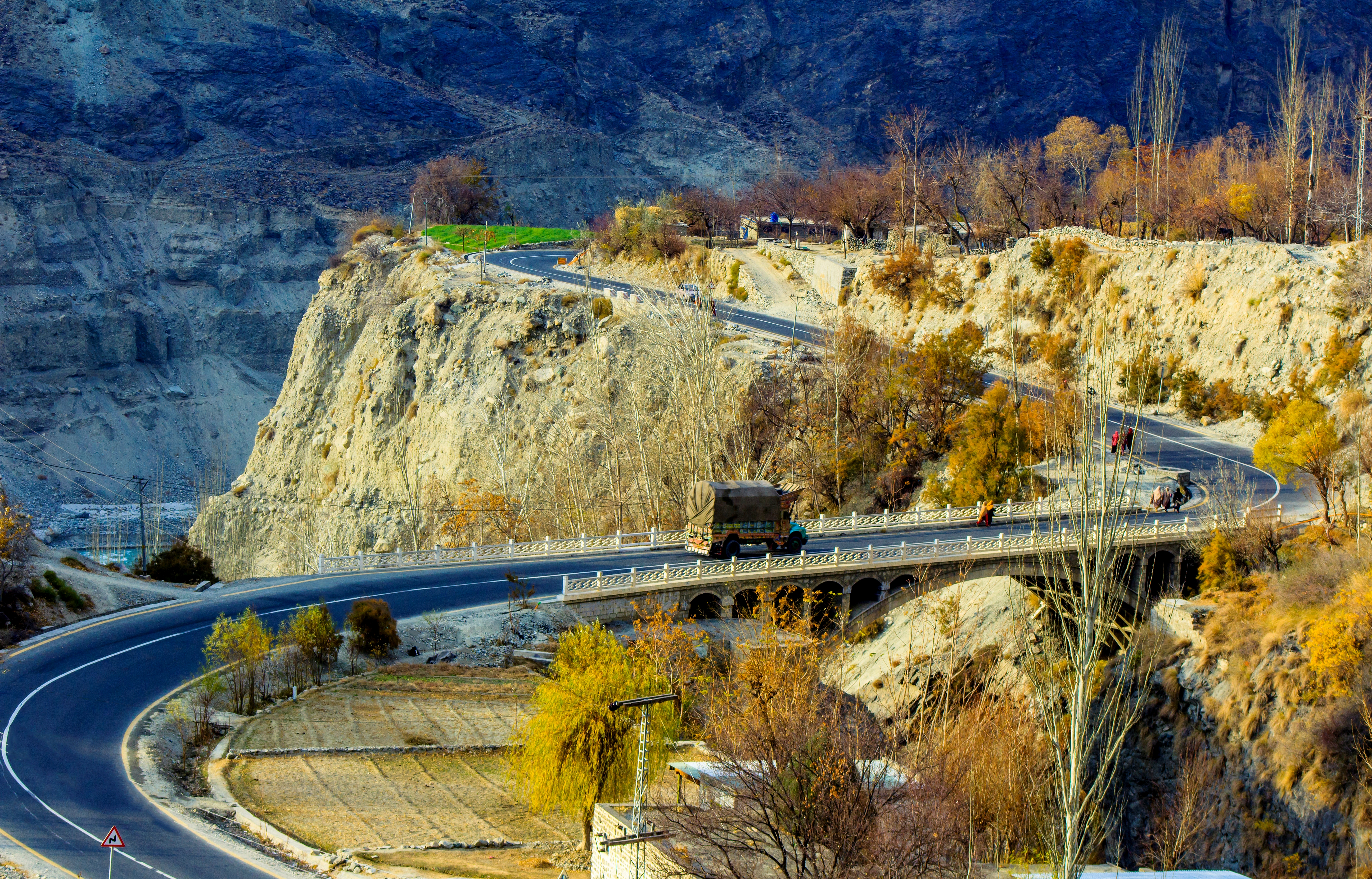
La route près du col de Khunjerab.

La route du Karakorum, ou Route de l’amitié pour les Chinois, a été construite conjointement par la Chine et le Pakistan, et achevée en 1978. 810 Pakistanais et 82 Chinois sont morts durant la construction de la route, le plus souvent lors de chutes ou de glissements de terrain. La construction a pris presque vingt années. La route emprunte l’un des itinéraires de la route de la soie.
Du côté pakistanais, la route a été construite par l’Organisation des travaux frontaliers, qui utilise le corps du génie militaire pakistanais. 

## Importance stratégique
La route est stratégique dans la politique de désenclavement du Xinjiang et du Tibet, menée par la Chine depuis les années 1990. La modernisation de la route du Karakorum permet l'approvisionnement en hydrocarbures de la Chine depuis les ports pakistanais, ainsi que le transport de minerais. La Chine est ainsi moins dépendante vis-à-vis du détroit de Malacca, qu'elle ne maîtrise pas.

## Tracé
La route relie les régions du nord du Pakistan aux régions du sud-ouest de la Chine, via un trajet d’environ 1 300 km de long, entre Kashgar (dans le Xinjiang) et Havelian, dans le district d'Abbottabad, au Pakistan. Un tronçon supplémentaire relie la route au Grand Trunk Road à Hasan Abdal, à l’ouest d’Islamabad.
La route passe au-dessus de la zone de subduction entre les plaques continentales asiatique et indienne.
Traversant le Gilgit-Baltistan (partie pakistanaise septentrionale du Cachemire), zone sensible disputée entre le Pakistan et l’Inde, la route a de ce fait une valeur stratégique importante pour le Pakistan, mais aussi pour la Chine. La route a d’ailleurs, pour le moment, un intérêt plus stratégique qu’économique.

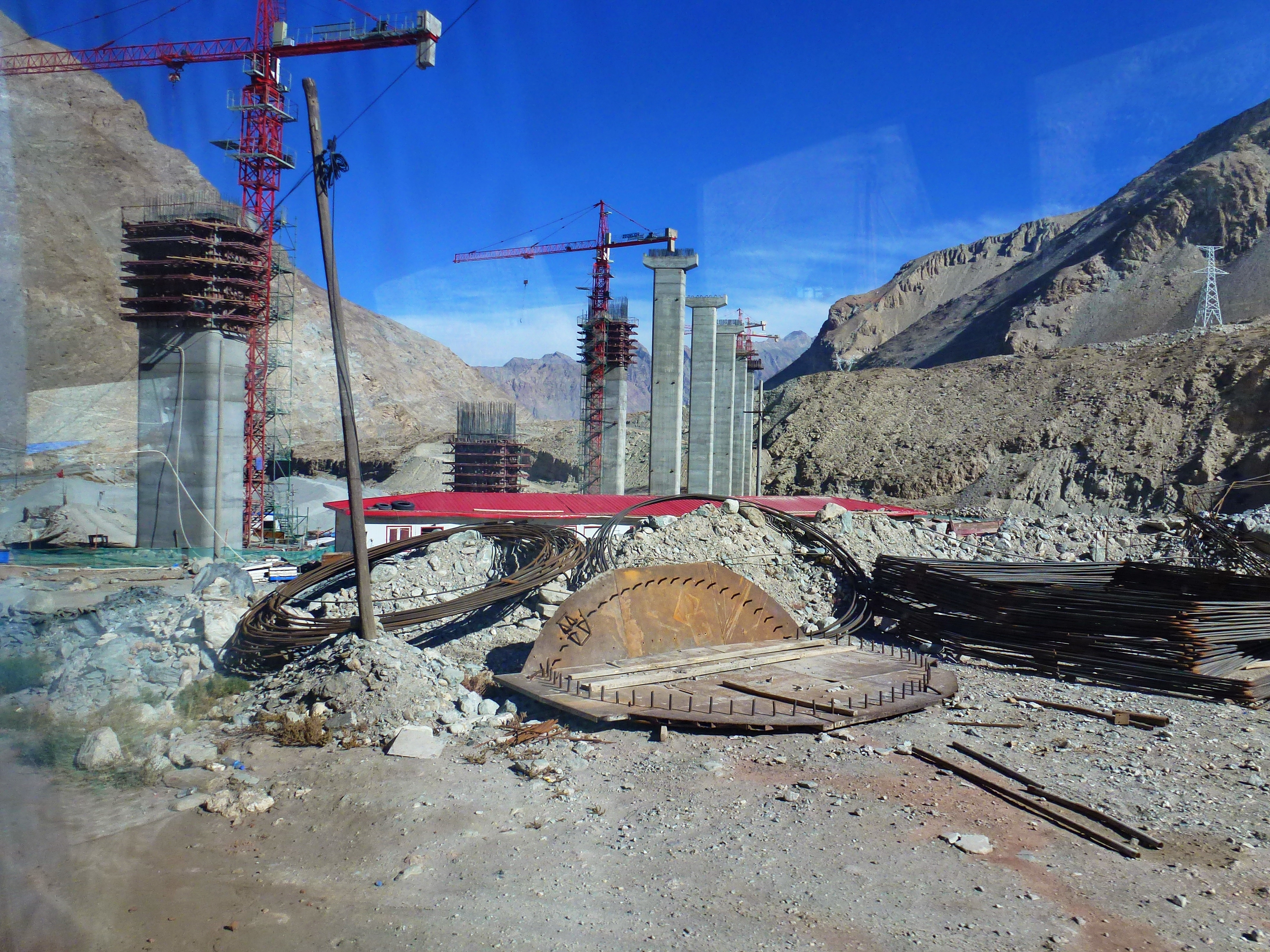
Travaux de développement de la route du Karakorum, en 2014.

Le 30 juin 2006, un accord d’entraide est signé entre l’Administration pakistanaise des autoroutes et la Commission de supervision et d’administration chinoise, à capitaux d’État, afin de reconstruire et d’améliorer la route. La largeur passera de 10 à 30 mètres, et sa capacité triplera. Elle sera également adaptée à des véhicules plus lourds, et accessible toute l’année.
La Chine et le Pakistan ont également prévu de relier la route du Karakorum au port pakistanais de Gwadar au Baloutchistan, par la liaison ferroviaire Gwadar-Dalbandin, sur fonds chinois, qui se prolongera jusqu’à Rawalpindi.
Enfin, le Pakistan et l’Ouzbékistan prévoient de construire une route et une voie ferrée pour relier l’Ouzbékistan à cette route.

## L’environnement

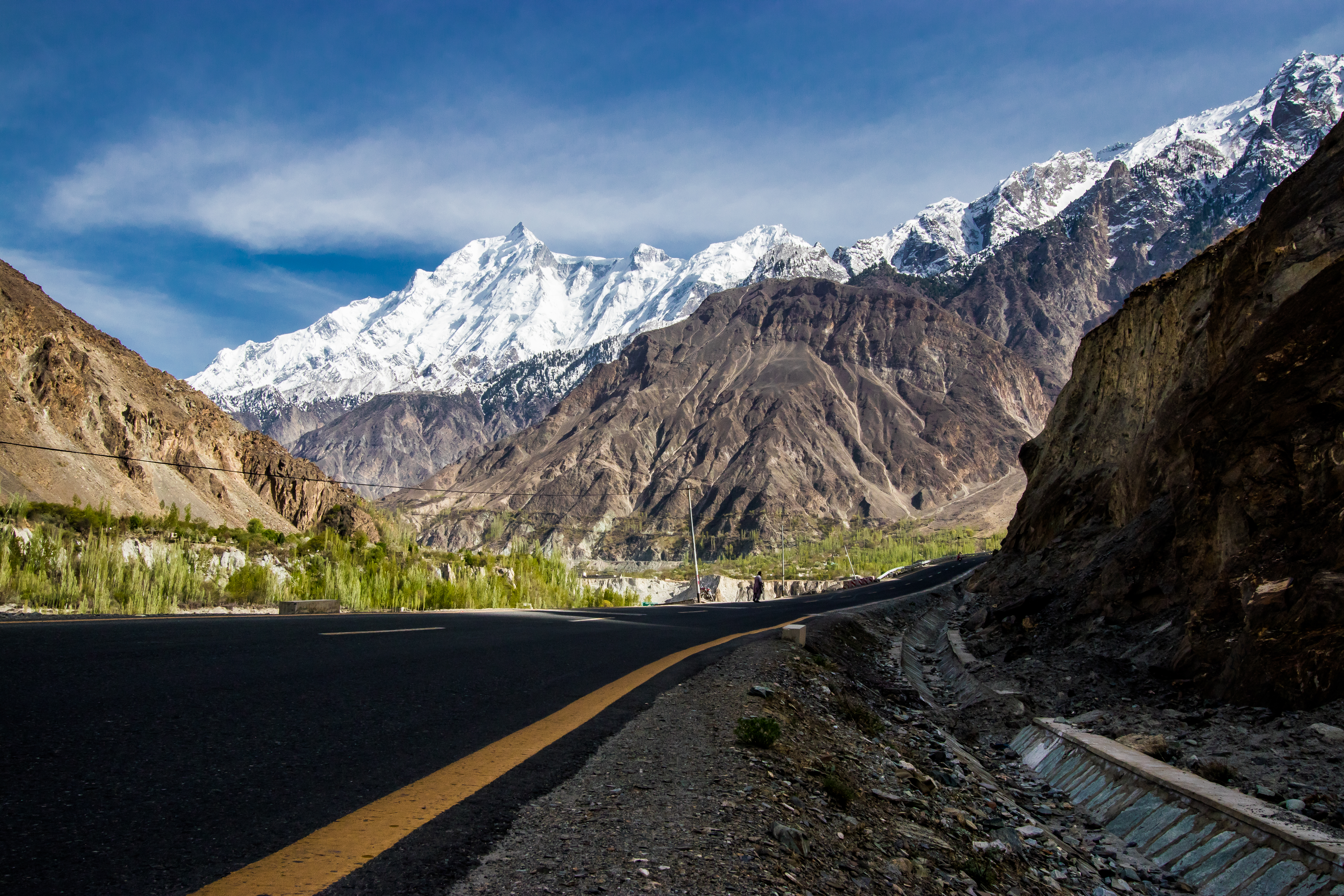
La route avec en fond le Rakaposhi.

La route du Karakorum traverse un massif montagneux vertigineux. Elle passe à proximité de sommets très élevés : Kongur, Muztagh Ata, Rakaposhi et surtout Nanga Parbat, l'un des quatorze « huit mille » (8 127 m).

### Montagnes et glaciers
À l'ouest de la route du Karakorum se trouve le glacier du Batura qui s'épanche en direction de la route qu'il lui arrive de couper.

### Lacs et rivières
- Lac Karakul

## Le tourisme
Depuis quelques années, la route est devenue une destination touristique, pour les touristes aventuriers. Elle donne également un accès plus facile aux alpinistes et cyclistes à la très haute montagne, aux glaciers et aux lacs de la région. Elle permet aussi d’accéder aux villes de Gilgit et de Skardu à partir d’Islamabad.